# Chat harcelé
Chat harcelé (en espagnol : Gato acosado) est une peinture réalisée par Francisco de Goya en 1788 qui fait partie de la cinquième série de cartons pour tapisserie destinée à la chambre à coucher des infantes dans le Palais du Pardo.

## Contexte de l'œuvre
Cette peinture accompagne dans sa série Goûter champêtre, La Prairie de Saint-Isidore et La Poule aveugle, desquelles seule la première a été convertie en tapisserie. Dans toutes les compositions, le thème principal est celui de la fête patronale, commun à beaucoup de tableaux de Goya, même hors des cartons.

## Description du tableau